# Cassinia collina
Cassinia collina là một loài thực vật có hoa trong họ Cúc. Loài này được C.T.White mô tả khoa học đầu tiên năm 1942.